# Йенньхиа (станция метро)
«Йенньхиа» (вьет. Ga Yên Nghĩa) — станция Ханойского метрополитена. Станция находится в районе Хадонг, Ханой, Вьетнам.
Конечная станция на линии 2а. Рядом со станцией находится автобусная остановка транспортной системы Hanoi BRT.

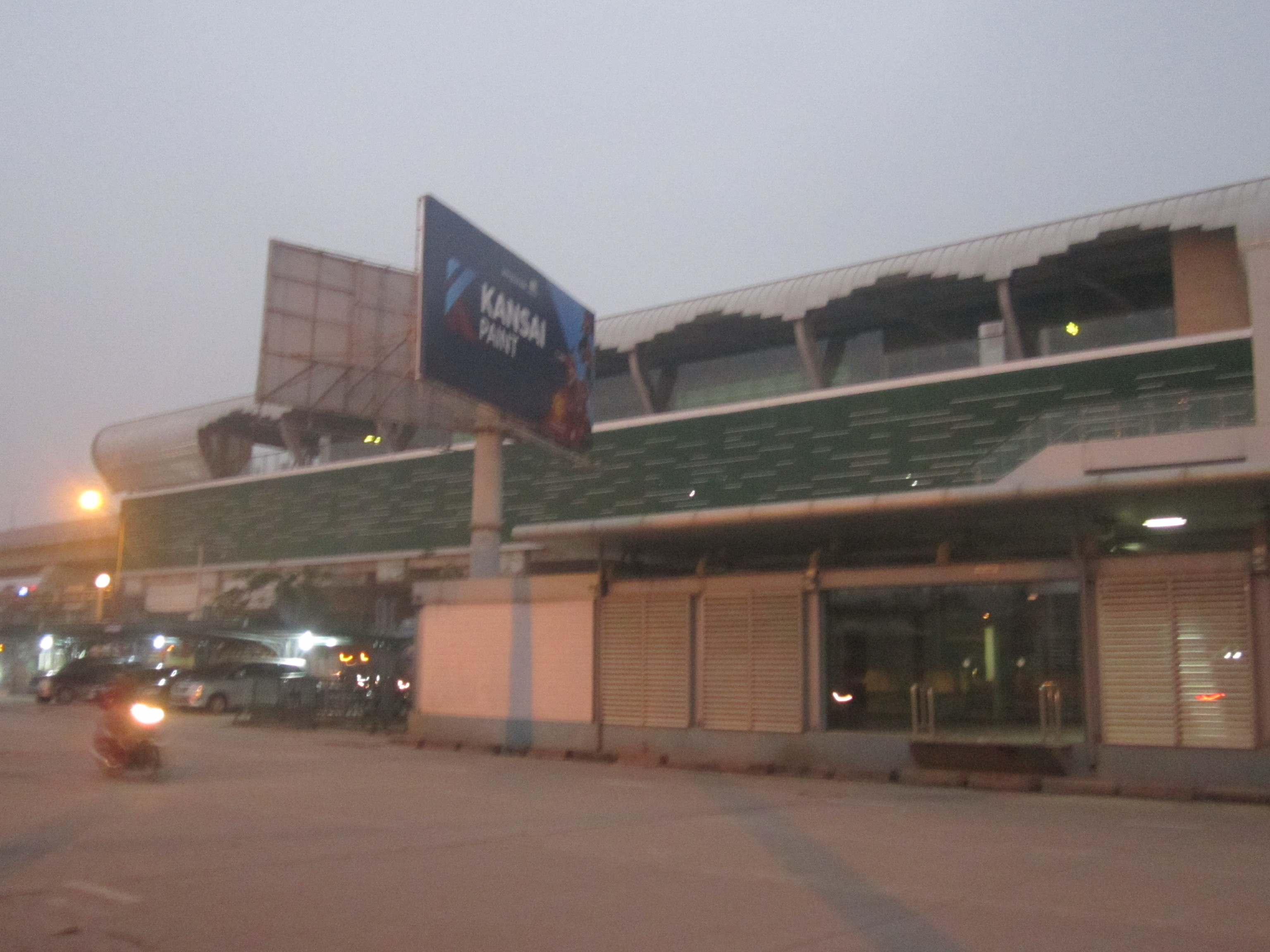

Строительство велось с 2010-х годов. Фактически все строительные работы на станции были закончены уже в четвёртом квартале 2018 года. В декабре 2017 года срыв поставок поездов метро из Китая привел к переносу пуска метро на июнь 2019 года.
Пуск намечался в мае 2021 года, после неоднократных переносов пуска линии и станции. Открыта 6 ноября 2021 года, в составе линии.